# (3511) Tsvetaeva
(3511) Tsvetaeva (1982 TC2) – planetoida z pasa głównego asteroid okrążająca Słońce w ciągu 4,55 lat w średniej odległości 2,75 j.a. Odkrył ją Ludmiła Karaczkina 14 października 1982 roku.